# Championnats du monde d'aviron 1997
Navigation
Édition précédente Édition suivante
Les championnats du monde d'aviron 1997, vingt-septième édition des championnats du monde d'aviron, ont lieu du 31 août au 7 septembre 1997 à Aiguebelette-le-Lac, en France.

## Podiums
| Épreuves            | Or | Or                  | Argent | Argent              | Bronze | Bronze              |
| Épreuves masculines | Épreuves masculines | Épreuves masculines | Épreuves masculines | Épreuves masculines | Épreuves masculines | Épreuves masculines |
| ------------------- | --- | ------------------- | --- | ------------------- | --- | ------------------- |
| M1x                 | États-Unis Jamie Koven | 6 min 44 s 86       | Allemagne André Willms | 6 min 47 s 49       | Royaume-Uni Greg Searle | 6 min 47 s 57       |
| M2x                 | Allemagne Andreas Hajek Stephan Volkert | 6 min 13 s 35       | Norvège Steffen Størseth Kjetil Undset | 6 min 14 s 98       | Australie Duncan Free Marcus Free | 6 min 16 s 05       |
| M4x                 | Italie Agostino Abbagnale Giovanni Calabrese Alessandro Corona Rossano Galtarossa                                                                   | 5 min 42 s 50       | Allemagne Jens Burow Marco Geisler Marcel Hacker Stefan Röhnert | 5 min 45 s 88       | Ukraine Oleg Lykov Oleksandr Marchenko Leonid Shaposhnykov Aleksandr Zazkalko                                                                    | 5 min 46 s 11       |
| M2+                 | États-Unis Nicholas Anderson Scott Fentress Jordan Irving (c)                                                                                       | 6 min 56 s 30       | Australie David Cameron Nick Mcdonald-Crowley David Colvin (c) | 6 min 56 s 36       | Grèce Georgios Fotou Konstantinos Kariotis Lampros Rizos (c)                                                                                     | 6 min 57 s 62       |
| M2-                 | France Michel Andrieux Jean-Christophe Rolland | 6 min 27 s 69       | Italie Lorenzo Carboncini Mattia Trombetta | 6 min 31 s 51       | États-Unis Adam Holland Edward Murphy | 6 min 32 s 10       |
| M4-                 | Royaume-Uni James Cracknell Tim Foster Matthew Pinsent Steve Redgrave                                                                               | 5 min 52 s 40       | France Gilles Bosquet Daniel Fauche Olivier Moncelet Bertrand Vecten                                                                                                  | 5 min 56 s 34       | Roumanie Dorin Alupei Claudiu Marin Cornel Nemtoc Florian Tudor                                                                                  | 5 min 57 s 10       |
| M8+                 | États-Unis Chris Ahrens Sebastian Bea Philip Henry Robert Kaehler Garrett Miller Timothy Richter Michael Wherley Robert Cummins Peter Cipollone (c) | 5 min 27 s 20       | Roumanie Valentin Robu Florin Corbeanu Viorel Talapan Florian Tudor Claudiu Marin Andrei Banica Cornel Nemtoc Dorin Alupei Marin Gheorghe (c)                         | 5 min 27 s 76       | Australie Robert Walker Geoffrey Stewart Alastair Gordon David Porzig James Stewart Daniel Burke Drew Ginn Richard Wearne David Colvin           | 5 min 28 s 14       |
| LM1x                | Danemark Karsten Nielsen | 6 min 57 s 16       | Suisse Michael Bänninger | 6 min 59 s 62       | Tchéquie Tomas Kacovsky | 7 min 00 s 92       |
| LM2x                | Pologne Tomasz Kucharski Robert Sycz | 6 min 14 s 57       | Italie Michelangelo Crispi Leonardo Pettinari | 6 min 15 s 98       | Allemagne Ingo Euler Bernhard Rühling | 6 min 18 s 38       |
| LM2-                | Suisse Mathias Binder Beni Schmidt | 6 min 32 s 81       | Irlande Neville Maxwell Tony O'Connor | 6 min 33 s 51       | Danemark Jeppe Jensen Kollat Jacob Nielsen | 6 min 34 s 11       |
| LM4x                | Italie Stefano Basalini Paolo Pittino Franco Sancassani Massimo Guglielmi                                                                           | 5 min 50 s 68       | Allemagne Markus Baumann Oliver Ibielski Alexander Lutz Frank Mager                                                                                                   | 5 min 52 s 90       | Irlande John Armstrong Neal Byrne Brendan Dolan Emmet O'Brien                                                                                    | 5 min 55 s 04       |
| LM8+                | Australie Darren Balmforth Jon Berney Simon Burgess Alastair Isherwood Rob Mitchell Bob Richards Michael Wiseman Tim Wright Brett Hayman (c)        | 5 min 40 s 00       | Royaume-Uni Phil Baker James Brown Jim Hartland Alex Henshilwood Jason Keys Dave Lemon Jim Mcniven Ben Webb John Deakin (c)                                           | 5 min 40 s 03       | Canada Jon Beare Chris Davidson Jeff Lay Graham Mclaren Anthony Shearing Ben Storey Bryan Thompson Edward Winchester Chris Taylor (c)            | 5 min 40 s 91       |
| Épreuves féminines  | |                     | |                     | |                     |
| W1x                 | Biélorussie Ekaterina Karsten-Khodotovitch | 7 min 29 s 30       | Danemark Trine Hansen | 7 min 30 s 73       | Suède Maria Brandin | 7 min 31 s 39       |
| W2x                 | Allemagne Kathrin Boron Meike Evers | 6 min 51 s 07       | Royaume-Uni Miriam Batten Gillian Lindsay | 6 min 48 s 82       | Roumanie Liliana Gafencu Viorica Susanu | 6 min 50 s 16       |
| W4x                 | Allemagne Kathrin Boron Kerstin Köppen Manuela Lutze Jana Thieme                                                                                    | 6 min 16 s 15       | Danemark Ulla Hansen Werner Sarah Lauritzen Dorthe Pedersen Stinne Petersen                                                                                           | 6 min 19 s 35       | Ukraine Inna Frolova Svitlana Maziy Dina Miftakhutdynova Olena Morozova-Ronzhina                                                                 | 6 min 20 s 16       |
| W2-                 | Canada Alison Korn Emma Robinson | 7 min 08 s 09       | Roumanie Veronica Cochelea Georgeta Damian | 7 min 14 s 77       | Russie Albina Ligatcheva Vera Pochitaeva | 7 min 17 s 10       |
| W4-                 | Royaume-Uni Alex Beever Lisa Eyre Elizabeth Henshilwood Sue Walker                                                                                  | 6 min 40 s 30       | Roumanie Doina Ignat Ioana Olteanu Doina Spîrcu Anca Tănase | 6 min 41 s 13       | Allemagne Anna Coenen Pia Coenen Kristina Erbe Elke Hipler                                                                                       | 6 min 45 s 70       |
| W8+                 | Roumanie Georgeta Damian Viorica Susanu Ioana Olteanu Angela Cazac Liliana Gafencu Veronica Cochelea Doina Ignat Anca Tănase Elena Georgescu (c)    | 6 min 02 s 40       | Canada Buffy-Lynne Williams-Alexander Laryssa Biesenthal Jessica Gonin Alison Korn Emma Robinson Dorota Urbaniak Kristen Wall Kubet Weston Lesley Thompson-Willie (c) | 6 min 07 s 18       | Royaume-Uni Alex Beever Lisa Eyre Katherine Grainger Elizabeth Henshilwood Elise Laverick Sue Walker Rachel Woolf Francesca Zino Suzie Ellis (c) | 6 min 10 s 00       |
| LW1x                | États-Unis Sarah Garner | 7 min 38 s 39       | France Bénédicte Dorfman-Luzuy | 7 min 42 s 48       | Suède Kristina Knejp Christensson | 7 min 46 s 98       |
| LW2x                | Allemagne Angelika Brand Michelle Darvill | 7 min 00 s 93       | Danemark Lene Andersson Anna Helleberg | 7 min 01 s 77       | Roumanie Angela Alupei Camelia Macoviciuc | 7 min 03 s 86       |
| LW2-                | Australie Eliza Blair Justine Joyce | 7 min 18 s 32       | États-Unis Michelle Borkhuis Linda Muri | 7 min 20 s 34       | Royaume-Uni Caroline Hobson Malindi Myers | 7 min 23 s 97       |
| LW4x                | Allemagne Christiane Brand Nicole Faust Christine Morawitz Gunda Reimers                                                                            | 6 min 36 s 63       | Canada Nathalie Benzing Brie Ellard Renata Troc Samara Walbohm | 6 min 37 s 16       | Pays-Bas Hedi Poot Brechtje van Eijck Sigrid Winkelhuis Floortje van Eijck                                                                       | 6 min 39 s 38       |

## Tableau des médailles
| Rang  | Nation      | Or | Argent | Bronze | Total |
| ----- | ----------- | -- | ------ | ------ | ----- |
| 1     | Allemagne   | 5  | 3      | 2      | 10    |
| 2     | États-Unis  | 4  | 1      | 1      | 6     |
| 3     | Royaume-Uni | 2  | 2      | 3      | 7     |
| 4     | Italie      | 2  | 2      | 0      | 4     |
| 5     | Australie   | 2  | 1      | 2      | 5     |
| 6     | Roumanie    | 1  | 3      | 3      | 7     |
| 7     | Danemark    | 1  | 3      | 1      | 5     |
| 8     | Canada      | 1  | 2      | 1      | 4     |
| 9     | France      | 1  | 2      | 0      | 3     |
| 10    | Suisse      | 1  | 1      | 0      | 2     |
| 11    | Biélorussie | 1  | 0      | 0      | 1     |
| 11    | Pologne     | 1  | 0      | 0      | 1     |
| 13    | Irlande     | 0  | 1      | 1      | 2     |
| 14    | Norvège     | 0  | 1      | 0      | 1     |
| 15    | Suède       | 0  | 0      | 2      | 2     |
| 15    | Ukraine     | 0  | 0      | 2      | 2     |
| 17    | Tchéquie    | 0  | 0      | 1      | 1     |
| 17    | Grèce       | 0  | 0      | 1      | 1     |
| 17    | Pays-Bas    | 0  | 0      | 1      | 1     |
| 17    | Russie      | 0  | 0      | 1      | 1     |
| Total | Total       | 22 | 22     | 22     | 66    |